# Portale Hypertension
Portale Hypertension (auch portale Hypertonie, Pfortaderhochdruck) bezeichnet die Erhöhung des Drucks in der Pfortader (sogenannter portalvenöser Druck) über den Normbereich (3–6 mmHg). Gastroösophageale Varizen sind erst ab einem Druck > 12 mmHg zu erwarten.

## Ätiologie und Pathogenese
Der Pfortaderdruck ist gleich dem Produkt aus dem transhepatischen Blutfluss und dem Strömungswiderstand in seiner Strombahn. Sowohl eine Widerstandserhöhung als auch ein erhöhter portaler Blutfluss haben folglich einen Einfluss auf den portalen Druck.
Vermehrte Synthese oder Freisetzung gefäßerweiternder Stoffe wie Stickstoffmonoxid, Substanz P oder Calcitonin-Gen-bezogenes Peptid in den Arteriolen der Eingeweide führen zu einer hyperdynamen Zirkulation und damit zu einem erhöhten Blutfluss, was einen erhöhten Pfortaderdruck bedingt.
Der wichtigste Auslöser einer portalen Hypertension ist die Leberzirrhose; in der folgenden Tabelle sind die wichtigsten Ursachen zusammengefasst, sortiert nach ihrer Lokalisation in der Strombahn.
| hepatozelluläre Ursachen                                        | interstitielle Ursachen | endotheliale Ursachen                           |
| --------------------------------------------------------------- | --- | ----------------------------------------------- |
| - Ballonierung der Hepatozyten - Ausbildung von Regeneratknoten | - Kapillarisierung der Sinusoide mit Behinderung des Übertritts von Plasma in den Disse-Raum - Kompression der Sinusoide - Unterbrechung des portalvenösen sinusoidalen Flusses durch Bindegewebszüge - Ausbildung von arterioportalen Shunts - Kompression der Sinusoide durch kontraktile Myofibroblasten aus Sternzellen | - Rarefizierung und Verkleinerung der Fenestrae |

## Folgen der portalen Hypertonie
1. Ausbildung eines portosystemischen Blutflusses in Gefäßen, die einen Anschluss an die obere oder untere Hohlvene unter Umgehung der Leber ermöglichen. Damit Ausbildung von Kollateralkreisläufen über folgende Gefäßregionen:
  - Proximaler Magen – sogenannte Fundusvarizen
  - Distale Speiseröhre (submukös und periösophageal) – sogenannte Ösophagusvarizen
  - Submukosa des Mastdarms
  - Milz
  - Niere (spontaner splenorenaler Shunt)
  - Retroperitoneum
  - Venen der Bauchwand sowie Wiedereröffnung der Nabelvene (V. umbilicalis) als sogenanntes Caput medusae
2. Gastrointestinale Blutung aus Ösophagus- und Fundusvarizen
3. Einschränkung von Entgiftungsfunktionen, Hormon-, Fremdstoff- und Arzneimittelmetabolisierung durch weitgehenden Verlust der „first pass“-Elimination
4. Splenomegalie / Hypersplenismus, leichte Anämie, deutliche Leukopenie und Thrombopenie
5. Aszites (Bauchwassersucht)
6. Hepatische Enzephalopathie

## Cruveilhier-Baumgarten-Syndrom
Das Cruveilhier-Baumgarten-Syndrom (CBS) ist eine portale Hypertension durch Leberzirrhose, verbunden mit Umgehungs-Blutfluss über Venen der Bauchwand um den Nabel herum (die sich beim Gesunden nach der Geburt verschließen). Mittels sonographischer Untersuchung lässt sich das CBS bei 9–26 % der Patienten mit Leberzirrhose nachweisen.